# Aleksandr Almetov
Aleksandr Davletovitsj Almetov (Russisch: Александр Давлетович Альметов) (Kiev, 18 januari 1940 - Moskou, 21 september 1992) was een Sovjet-Russisch ijshockeyer. 
Almetov maakte 107 doelpunten in 75 interlands voor de IJshockeyploeg van de Sovjet-Unie.
Almetov won tijdens de Olympische Winterspelen 1960 de bronzen medaille.
Almetov werd van 1963 tot en met 1967 vijfmaal wereldkampioen. De wereldkampioenschappen van 1964 was ook een olympisch toernooi. In de Olympische wedstrijden maakte hij zeven doelpunten.
Almetov speelde voor HC CSKA Moskou. In 1967 werd hij geroyeerd door zijn club vanwege een drankprobleem. Almetov beëindigde na dit royement zijn carrière.